# Pigmento deteriorante
Pigmentos deteriorantes, em pintura, são aqueles pigmentos não permanentes (pigmentos que a menor exposição luminosa se deterioram).
Enquanto a maioria das pinturas deveriam ter sido feitas com pigmentos permanentes, pintores realizaram seu trabalho, parcial ou inteiramente, com pigmentos deteriorantes por inúmeras razões: ignorância quanto à permanência do pigmento, priorização da aparência das cores obtidas com estes pigmentos (em detrimento de sua permanência) ou ainda o desejo de mudar a aparência de sua pintura ao longo do tempo.
Fatores que Contribuem para a Deterioração dos Pigmentos
A durabilidade dos pigmentos em pinturas, especialmente em ambientes externos, pode ser significativamente afetada pelo uso de pigmentos orgânicos de baixo custo. Esses pigmentos são frequentemente escolhidos para reduzir custos, mas tendem a desbotar mais rapidamente quando expostos às condições ambientais. Isso ocorre devido à menor resistência desses pigmentos à luz solar, umidade e outros agentes atmosféricos. 
Estudos de Caso e Pesquisas Recentes

Pesquisas recentes têm se concentrado em entender os mecanismos de degradação de pigmentos específicos. Por exemplo, um estudo utilizou a técnica de microscopia pump-probe para analisar a degradação de pigmentos de sulfeto de cádmio (CdS) em pinturas. Os resultados indicaram que partículas menores de CdS e as superfícies de partículas maiores são mais suscetíveis à degradação, especialmente sob alta umidade relativa e exposição à luz ultravioleta. Essa degradação resulta na conversão de CdS em sulfato de cádmio hidratado (CdSO₄·xH₂O), o que altera as propriedades ópticas do pigmento e afeta a aparência da pintura. 
1. ↑  Zhou, Yue. «Imagem tridimensional não destrutiva de tintas de CdS degradadas artificialmente por microscopia de bomba-sonda»
2. ↑  Semíramys, Vitória. «Patologia em Pintura»
3. ↑  Zhou, Yue.  https://arxiv.org/abs/2310.15126 Em falta ou vazio |título= (ajuda)